# Thrypticus riparius
Thrypticus riparius är en tvåvingeart som beskrevs av Negrobov och Stackelberg 1972. Thrypticus riparius ingår i släktet Thrypticus och familjen styltflugor. Inga underarter finns listade i Catalogue of Life.